# Arquitectura de Colombia

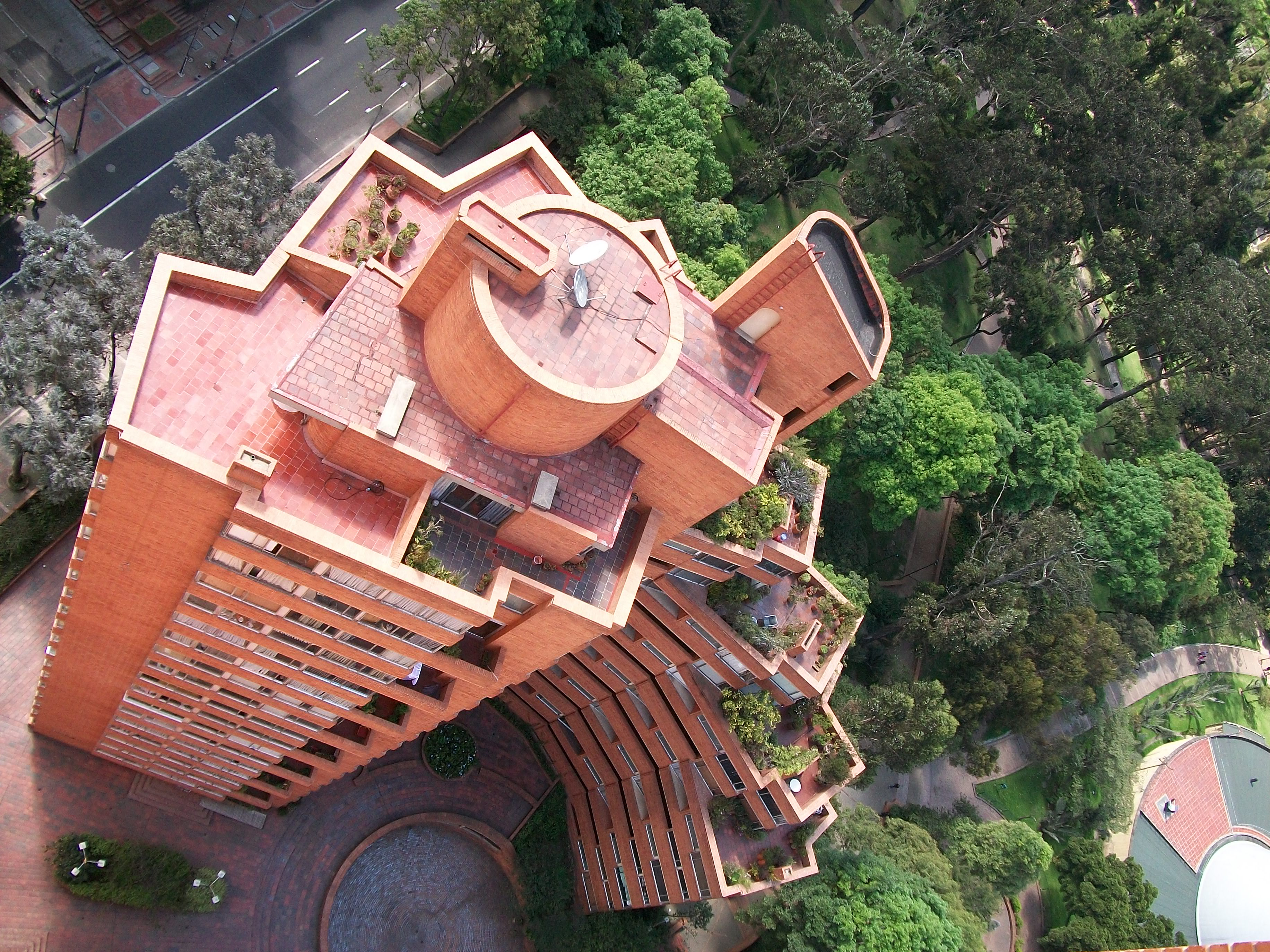
Torres del parque, Bogotá.

Por arquitectura de Colombia se entiende la existente en lo que actualmente es territorio colombiano y la realizada por arquitectos colombianos en el mundo. La arquitectura colombiana ha tenido multitud de influencias y manifestaciones, principalmente por la arquitectura de España, durante la época de la colonización española en Colombia.
La arquitectura colombiana se divide en los períodos de arquitectura indígena, colonial (religiosa y militar), de siglo XIX, republicana (1880-1930), de transición (1930-1960), modernista (1970-2015) y actual (2015
-presente).

## Arquitectura precolombina
En el periodo prehispánico se destacan la utilización de materiales naturales y/o perecederos, propios del lugar de ocupación, y las diferentes formas de habitar a lo largo de este periodo, por ello se opta por dividirlos en 4 niveles; para el establecimiento de los distintos “estados culturales” que se pueden reconocer en el territorio colombiano, se adoptó el esquema propuesto por el antropólogo Gerardo Reichel-Dolmatoff que distingue, en términos generales, cuatro niveles básicos, los cuales son:

### Nivel Paleoindio
Correspondiente en América al paleolítico, caracterizado por la existencia de grupos nómadas de cazadores y recolectores, periodo en el cual se da la forma de vivienda más primitiva encontrada en territorio colombiano, la cual consistió en la utilización de los abrigos rocosos naturales o cuevas, que servían de vivienda temporal o estacional a los pequeños grupos tribales que se alojaban en ellas a manera de campamentos de cacería de animales como venados y roedores, la recolección de frutos y de caracoles y gasterópodos de tierra firme que completaban la dieta básica. La estructura de ocupación consistía, en una zona del fogón, otra zona destinada a la fabricación de instrumentos de piedra para la cacería, y otra zona hacia el exterior del abrigo, posiblemente destinada a otras labores como la preparación de presas de cacería, arreglo de pieles y madera y también talla de piedra. La basura se tiraba en una zanja al exterior del abrigo, que se fue rellenando con el tiempo. El yacimiento arqueológico de Tequendama, es el ejemplo más evidente de este periodo.

### Nivel Formativo
Caracterizado por la transformación de una vida tribal nómada, a grupos sedentarios tribales, ocasionados por la aparición de la agricultura de raíces, la domesticación de animales y la realización de las primeras cerámicas, la casa comunal fue posiblemente la primera forma propiamente arquitectónica de vivienda, correspondiente posiblemente a este periodo, adaptada al medio circundante, está construida con materiales de la región, generalmente madera y palma. Su duración puede ser de unos 10 a 15 años. La forma de su planta puede variar entre circular, ovalada o rectangular y su tamaño depende del grupo y del avance tecnológico aplicado en su construcción.

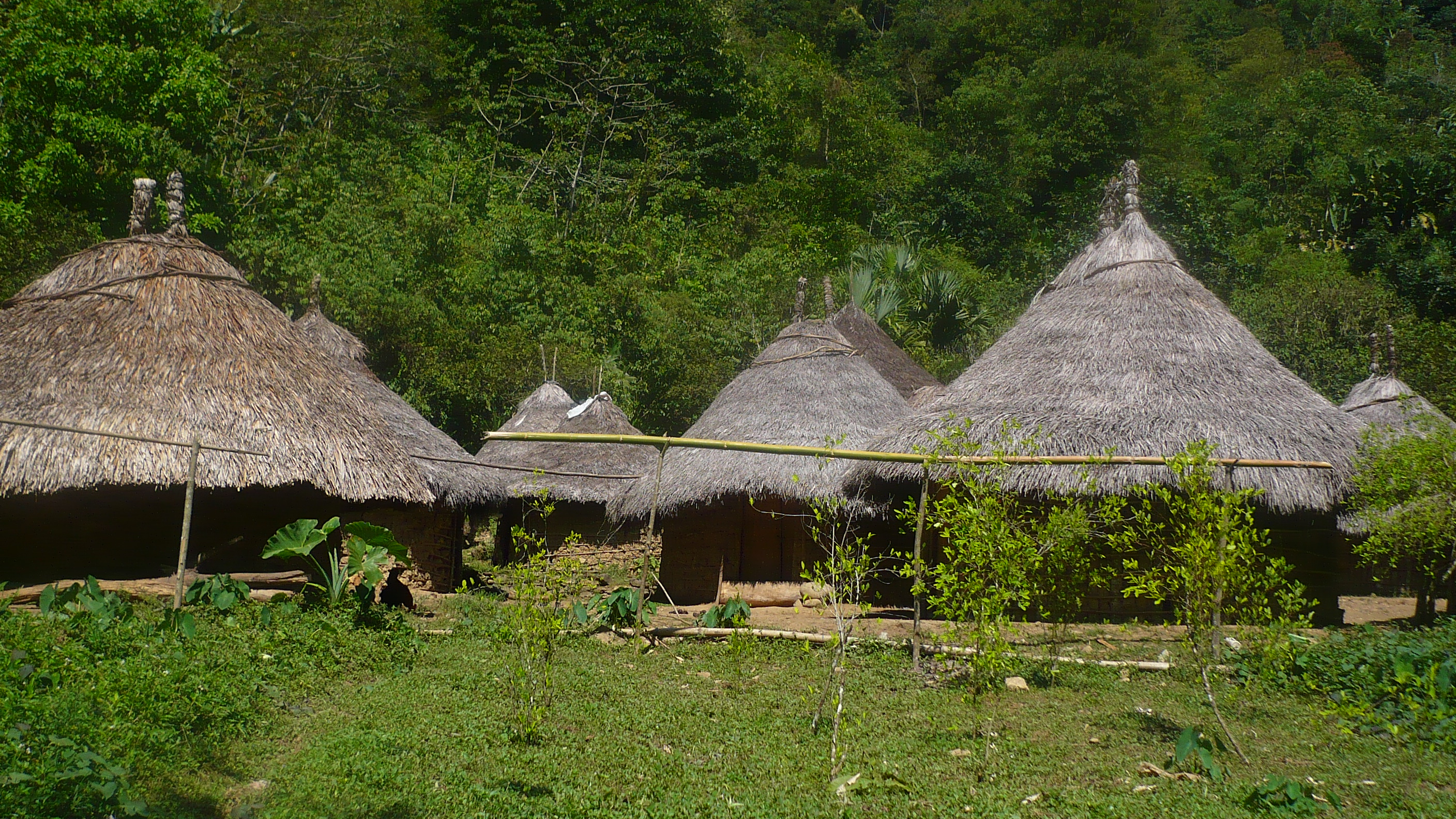
Aldea Kogui actual, lo más cercano a la representación de una casa de la época precolombina.

### Nivel de Cacicazgos

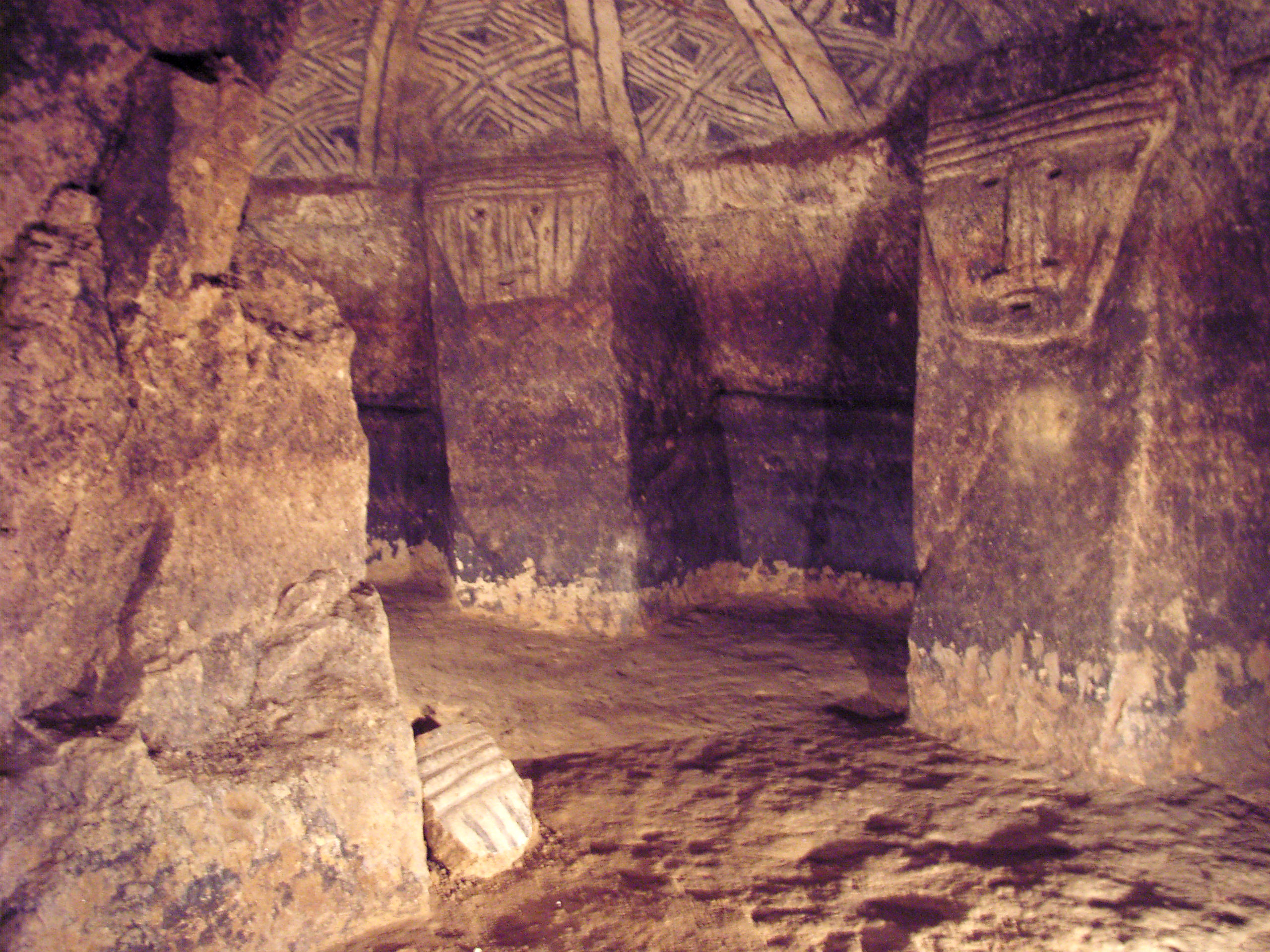
Hipogeos de Tierradentro.

Se trata de grupos relativamente numerosos que dominan el territorio equivalente a una hoya hidrográfica, sus asentamientos pueden variar de casas aisladas a aldeas agrupadas que guardan relación entre sí y que se reconocen como pertenecientes a una misma cultura, caracterizados por el manejo de cultivos estacionales, la creación de jerarquías, generando la aparición de familias que ejercen el control social, económico y religioso, así como la organización de la población en oficios especializados: alfareros, orfebres, militares, sacerdotes, tejedores, etc. 
Este desarrollo social está asociado a las demás expresiones culturales: una cerámica más rica, en ocasiones estatuaria, prácticas funerarias más complejas y, evidentemente también, formas arquitectónicas más elaboradas, como son los casos de los hipogeos de la cultura de Tierradentro y la necrópolis de San Agustín.

### Nivel de Federaciones de Aldeas
Es un estadio superior al de los cacicazgos, con estructuras de clases diferenciadas, inicios de formación del estado y dominio de un vasto territorio, esto al parecer solo fue alcanzado por las culturas Tayrona y Muisca, paralelamente a las otras culturas que aún se encontraban en el nivel de cacicazgos, y que fue interrumpida por la conquista española. 
La ciudad perdida, de la cultura Tayrona, compuesta por grupos de terrazas interconectadas por caminos que se alternan con zonas libres posiblemente utilizadas para los cultivos. Una red de desagües canaliza el agua que se desliza por las terrazas y los caminos, evitando la erosión. Se encuentran así mismo en distintos lugares estratégicos, puentes, aljibes, escaleras y basureros, mostrando una comprensión arquitectónica más avanzada; las terrazas varían en forma y tamaño, lo que insinúa diferencias de uso y jerarquía; mientras la mayoría de las terrazas están aisladas y poseen un solo anillo interior, algunas están entrelazadas y contienen grupos de 2 o 3 basamentos de construcciones. Las terrazas con 4 o más basamentos, corresponden a anillos grandes y atípicos. Los hallazgos dan a conocer que el patrón más extendido era el de viviendas circulares de madera sobre zócalos de piedra, muy semejantes, posiblemente, a las viviendas de los Kogui actuales.
Los muiscas construían sus casas utilizando como principal material la caña y el barro para hacer las tapias llamadas bahareque, estas unas cónicas y otras rectangulares. Las primeras consistían en una pared en círculo hecha de palos enterrados como pilares más fuertes sobre los cuales se sostenía de lado y lado un doble entre tejido de cañas cuyo intersticio era tupido de barro. El techo era cónico y cubierto de pajas aseguradas sobre varas. Tanto las construcciones cónicas como las rectangulares tenían puertas y ventanas pequeñas, estas edificaciones conformaban grandes aldeas, siendo lo más cercano a una ciudad por sus dimensiones y organización.

## Arquitectura colonial

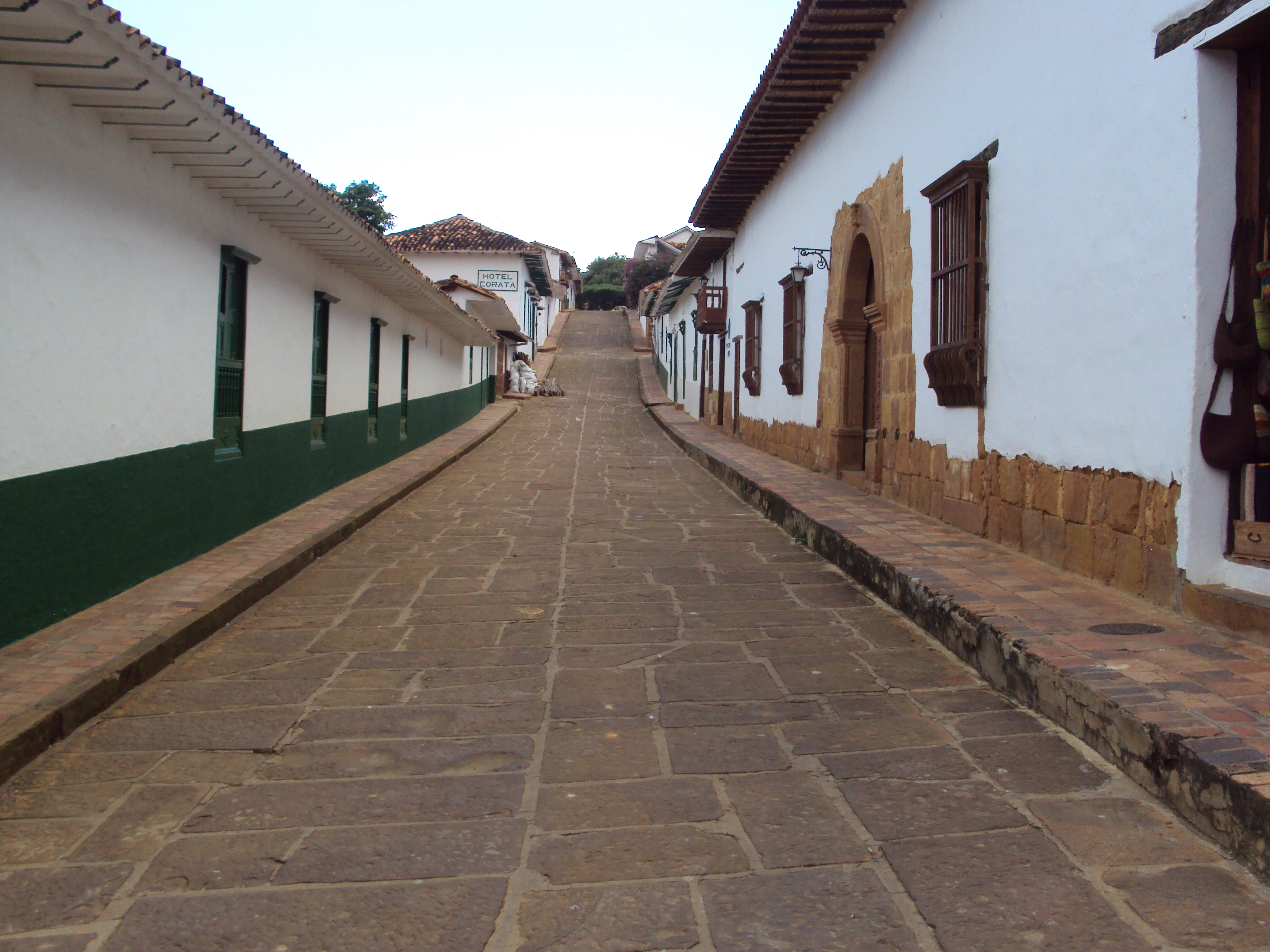
Construcciones coloniales de Barichara, uno de los centros de la época mejor conservados.

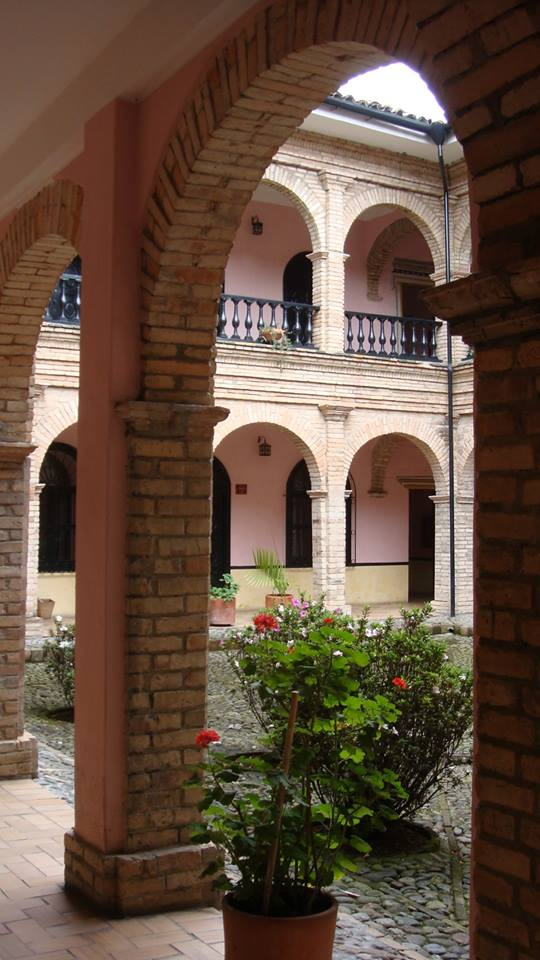
Casa Torres Tenorio (1809), Popayán, obra de Marcelino Pérez de Arroyo.

Las edificaciones levantadas por los españoles en tierras americanas seguían los principios constructivos y tipológicos de la metrópoli, adaptándolos más o menos a las condiciones del lugar y a su función en un medio natural, social y económico diferente. Las iglesias, capillas, bóvedas, cúpulas y campanarios, continuaban la tradición establecida desde los principios de la cristiandad, aplicando en la composición de estos elementos los principios renacentistas y posteriormente barrocos vigentes en España. 
En cuanto a la arquitectura doméstica, las casas neogranadinas, construidas como estancias alrededor de uno o varios patios, reflejaban no solamente la proveniencia andaluza o extremeña, en su mayor parte, de los conquistadores, sino al mismo tiempo la herencia árabe y, antes que ésta, romana y griega de las casas de dichas regiones peninsulares. Vale la pena notar, como lo afirma el arquitecto e historiador Germán Tellez, que los componentes de la arquitectura doméstica urbana del sur de España se encuentran tanto la arquitectura doméstica urbana como en la rural de la Nueva Granada; en vano –afirma Tellez–, se deben buscar los antecedentes de esta última en las casas rurales de Andalucía o Extremadura, puesto que los modelos de explotación agrícola de las haciendas en las cuales dichas casas se asentaban eran esencialmente diferentes.

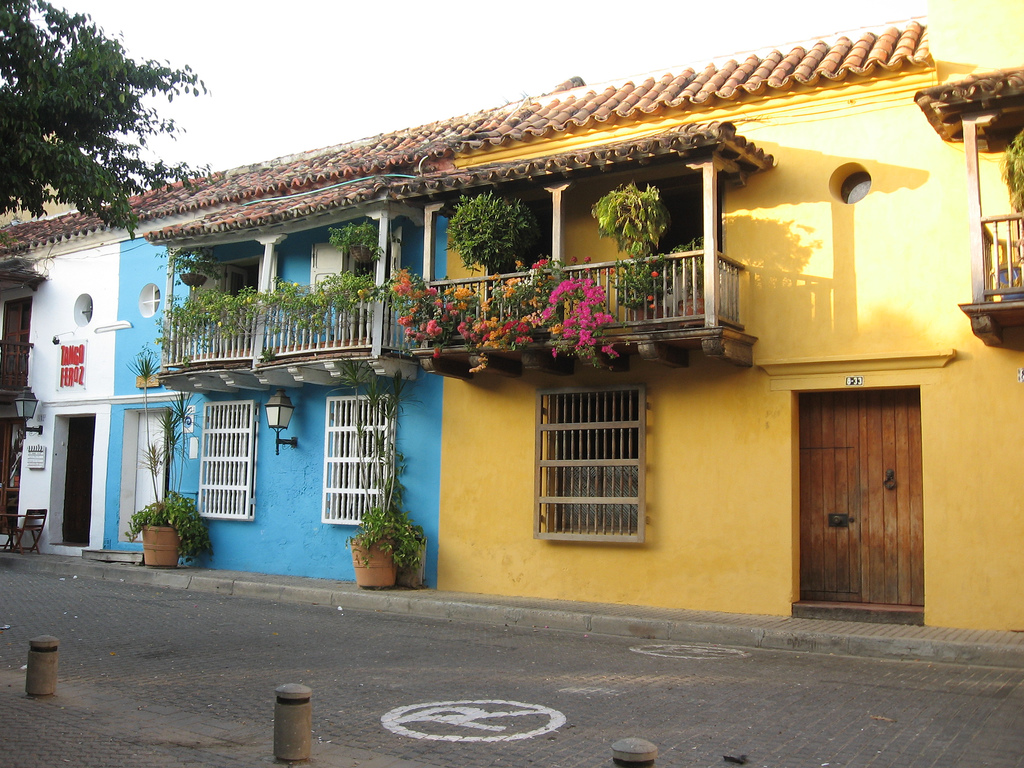
Arquitectura de la época colonial española en Cartagena de Indias.

Las características de la arquitectura colonial neogranadina están marcadas por su condición de colonia con una economía de subsistencia, donde la explotación de oro y plata no jugó el importante papel que tuvo en Nueva España (México) o Perú, joyas de la Corona española. Esto se hace patente en la comparativa sobriedad de las fachadas de las catedrales de Santa Fe (Bogotá), Popayán o Cartagena, donde los recursos no daban para la grandiosidad de las fachadas barrocas de sus pares en Lima, México o Puebla. 
Dignos de mención, entre los arquitectos de este período, son:
- Simón Schenherr, alemán, quien construyó iglesias de estilo barroco como la de los jesuitas en Cartagena de Indias y la de la Encarnación en Popayán;
- Marcelino Pérez de Arroyo, autor de la iglesia de San Francisco en Cali y de numerosas construcciones civiles en Popayán;
- Domingo de Petrés, autor de la catedral de Bogotá, el Observatorio Astronómico Nacional y la basílica de Nuestra Señora de Chiquinquirá.

Igualmente, se destaca el mestizaje arquitectónico propio de la época, representado en la Catedral Basílica Metropolitana de Santiago de Tunja, la iglesia catedralicia de culto católico más antigua de Colombia y de estilo gótico isabelino.

### La ciudad colonial
Al igual que en el resto de la América hispánica, los conquistadores llegados al Nuevo Reino de Granada fundaron gran cantidad de ciudades en un afán de controlar rápidamente el territorio, de modo que la mayor parte de estas poblaciones ya estaban fundadas para cuando Carlos II promulgó la Recopilación de las Leyes de los Reinos de Indias en 1680, en las cuales aparecían detalladamente las medidas y formas que debían seguir los trazados urbanos, así como todo lo relativo a su gobierno. No obstante, ya en 1542, Carlos I había promulgado, dentro de las Leyes Nuevas su Instrucción y reglas para poblar. Código para todas las colonias y Felipe II en 1573 había expedido ordenanzas bajo el título de El orden que se ha de tener en descubrir y poblar; estas son consideradas el primer código de urbanismo de la Edad Moderna.

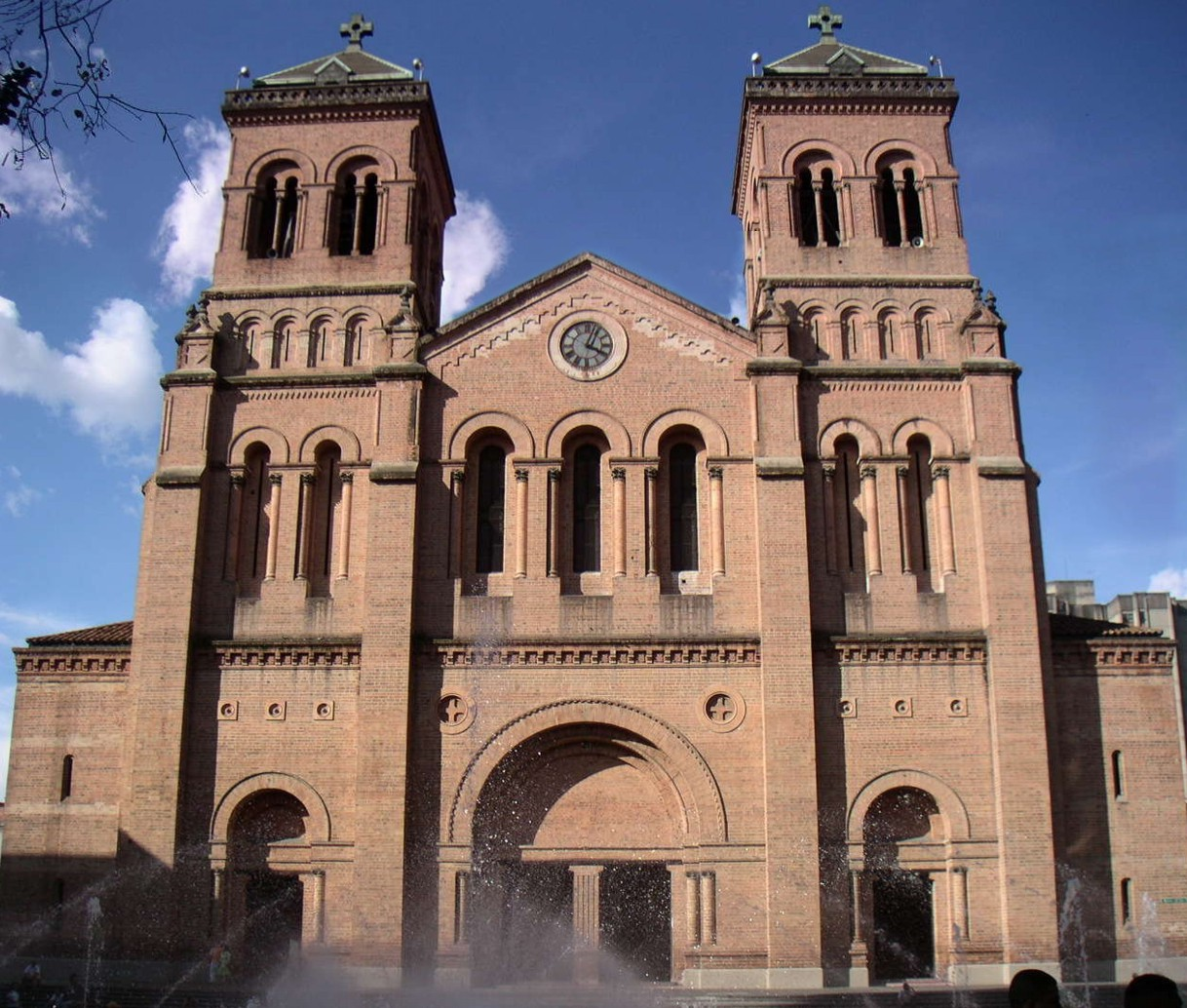
Catedral de Medellín, diseño del francés Charles Émile Carré.

De esta manera, las ciudades fundadas durante la Conquista y la Colonia en la Nueva Granada siguen, en mayor o menor medida, las normas expedidas desde la metrópoli arriba mencionadas, lo que se evidencia especialmente en los Conjuntos Monumentales de Popayán, Tunja (al estilo castellano manchego), Pamplona y Villa de Leyva. Esto queda evidente en su trazado común, conformado por manzanas cuadradas organizadas en una cuadrícula cuyo centro era la plaza mayor, sobre la cual se construyeron el templo católico y demás edificios del poder religioso y civil. Las viviendas de los conquistadores y demás personas que los acompañaran se ubicaban sobre la plaza o en las manzanas adyacentes, alejándose de la plaza según descendieran en rango e importancia.

## Arquitectura del siglo XIX

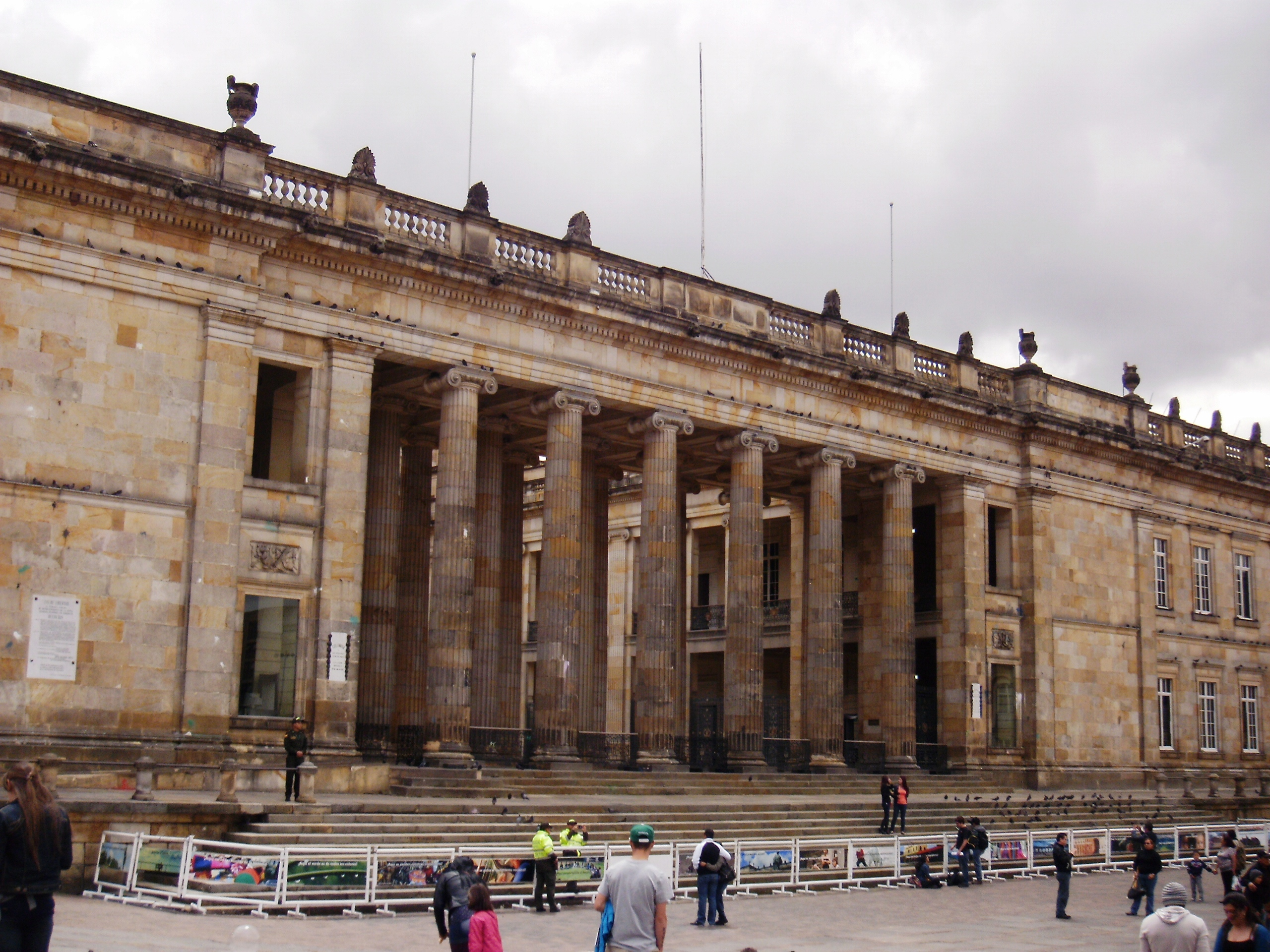
Capitolio Nacional de Colombia diseño inicial de Thomas Reed con la posterior intervención de diversos arquitectos

La arquitectura colonial, en sus técnicas más atrasadas, se prolongará inicialmente por largas décadas, hasta inicios del siglo XIX, que estará marcada por el proceso de Independencia de Colombia, y el establecimiento de una república liberal; posterior a estos hechos las continuas guerras civiles, generaran un balance económico negativo; en estas circunstancias habrá muy poco dinero para construir, incluso se presenta un retroceso técnico por la desaparición de maestros, carpinteros y arquitectos españoles. 
Para mediados del siglo se habían perdido ya las tradiciones constructivas y artísticas de ﬁnales de la Colonia y es necesario reiniciar este proceso educativo con arquitectos traídos del exterior. Una de las tareas especíﬁcas que se encomendaron en los distintos contratos a arquitectos era la de entrenar obreros y maestros en el arte de construir.  
El aumento demográfico de la república se concentró en los campos, aun así, el sistema de ocupación territorial en los campos colombianos es dual: por un lado, continuará y se diversiﬁcará el sistema de haciendas y por otro, se formarán pequeñas poblaciones con habitantes que trabajan en los campos aledaños, fundando poblaciones nuevas.
Precisamente por estas condiciones, las pocas obras arquitectónicas de alguna envergadura que se acometen estarán marcadas por un altísimo grado de signiﬁcación, en su mayoría realizadas por extranjeros. El Capitolio Nacional, se convertirá en la obra arquitectónica más importante del siglo, por su valor significativo para la nueva república, la Catedral Primada, la Catedral de Medellín, el panóptico hoy Museo Nacional, fueron otras de las pocas obras que se consolidaron en esta época.

## Arquitectura de Transición

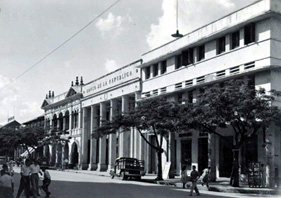
Edificios en el puerto fluvial de Girardot en 1949

El siglo XX significó un cambio radical en las tendencias del arte y la arquitectura. El surgimiento de la arquitectura moderna se caracterizó por una ruptura entre el academismo y los jóvenes arquitectos de principios de siglo. Los primeros enseñaban en las escuelas de bellas artes promoviendo la preservación y el uso de los estilos clásicos y los segundos veían en la industrialización y las nuevas tecnologías un potencial enorme para desarrollar nuevas formas de expresión y pensamiento. 

La arquitectura debía redefinirse en la era industrial y crear un estilo para el siglo XX, basado en los desarrollos tecnológicos de construcción y utilizando nuevos materiales como el concreto armado, acero, vidrio y materiales sintéticos; el paso de lo artesanal a los procesos industriales de producción debía sentar las bases para una nueva forma de expresión.

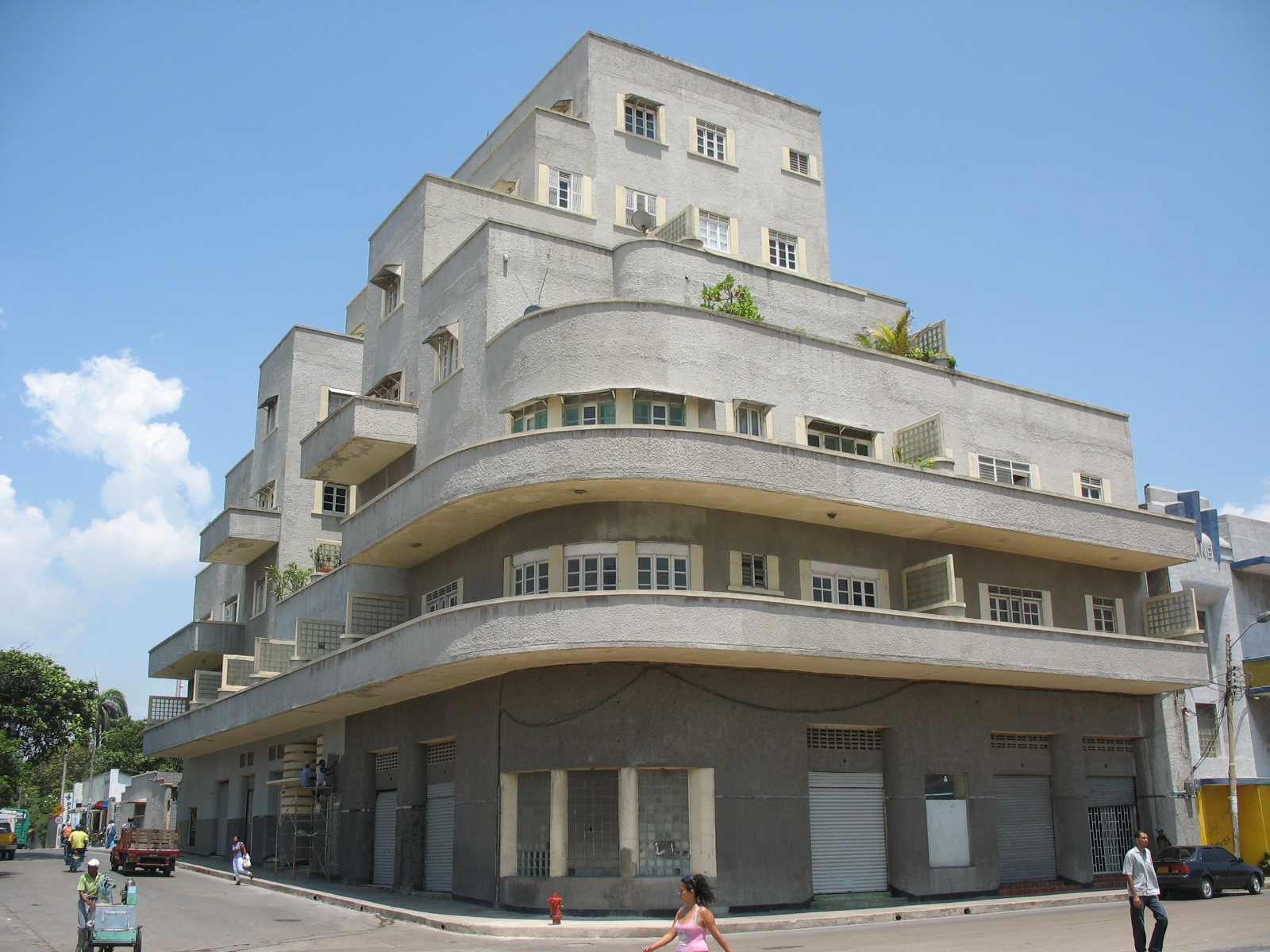
Edificio García, Barranquilla. Art déco. Arquitecto: Manuel Carrerá (1938).

### Años 1920

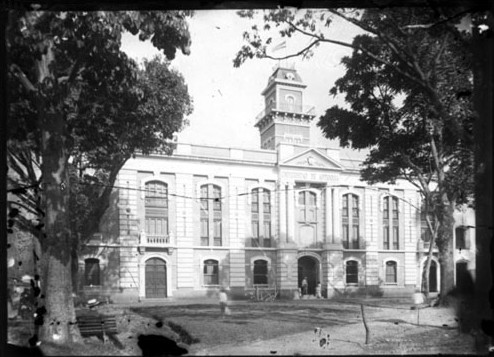
Edificio San Ignacio de Medellín en 1928.

Un hecho fundamental marcó el enfrentamiento entre las dos tendencias y el nacimiento oficial de la arquitectura moderna, este fue el Concurso para el Palacio de las Naciones en Ginebra en 1927. La participación fue muy significativa, se presentaron 367 proyectos. El arquitecto suizo-francés Le Corbusier inicialmente obtuvo el primer puesto, pero la corriente del academismo logró arrebatarle su lugar. Se desarrollaron los planos del proyecto por la academia, pero para responder al programa plagiaron el proyecto de Le Corbusier. A raíz de este escándalo nacieron los Congresos Internacionales de Arquitectura Moderna – “CIAM”, en el castillo de la Sarraz en 1928. 
Le Corbusier, junto con otros arquitectos como Walter Gropius y Ludwig Mies Van der Rohe, entre otros, plantearon y plasmaron los principios fundamentales que debían regir la nueva arquitectura. Entre ellos se distinguen el rechazo de los estilos arquitectónicos clásicos, el funcionalismo, entendiendo que los materiales y los requisitos funcionales determinan el resultado de la obra, una arquitectura sin ornamentación y basada en formas puras, espacios concebidos con plantas libres y movimiento; estructura y materiales visibles, entre otros.

### Años 1930
La modernidad y sus ideas revolucionarias llegaron finalmente a Colombia. Esta transición hacia lo moderno se inició en la década de los años 1930, donde algunos arquitectos como Carlos Martínez y el alemán Leopoldo Rother, entre otros, empiezan a introducir estos conceptos en su ejercicio profesional. La arquitectura desarrollada en Bogotá, por ser la capital, es de gran importancia e influencia, principalmente porque en ella se centralizaba la toma de decisiones sobre la construcción y diseño de los edificios públicos en el resto del país.
Adicionalmente, la Universidad Nacional de Bogotá, jugó un papel fundamental en la formación de los arquitectos, por una parte con la creación de la facultad de arquitectura en 1936 y con la orientación de algunos de sus profesores europeos como Bruno Violi y Leopoldo Rother, grandes impulsores de los principios modernos. El campus de la ciudad universitaria fue un ejemplo estimulante para los estudiantes de arquitectura. La generación de arquitectos formada entre las décadas de 1940 y 1960, se graduaron casi todos de esta institución y posteriormente promovieron en todas las regiones del país los nuevos postulados y derroteros de la arquitectura moderna mundial.

## Arquitectura Moderna

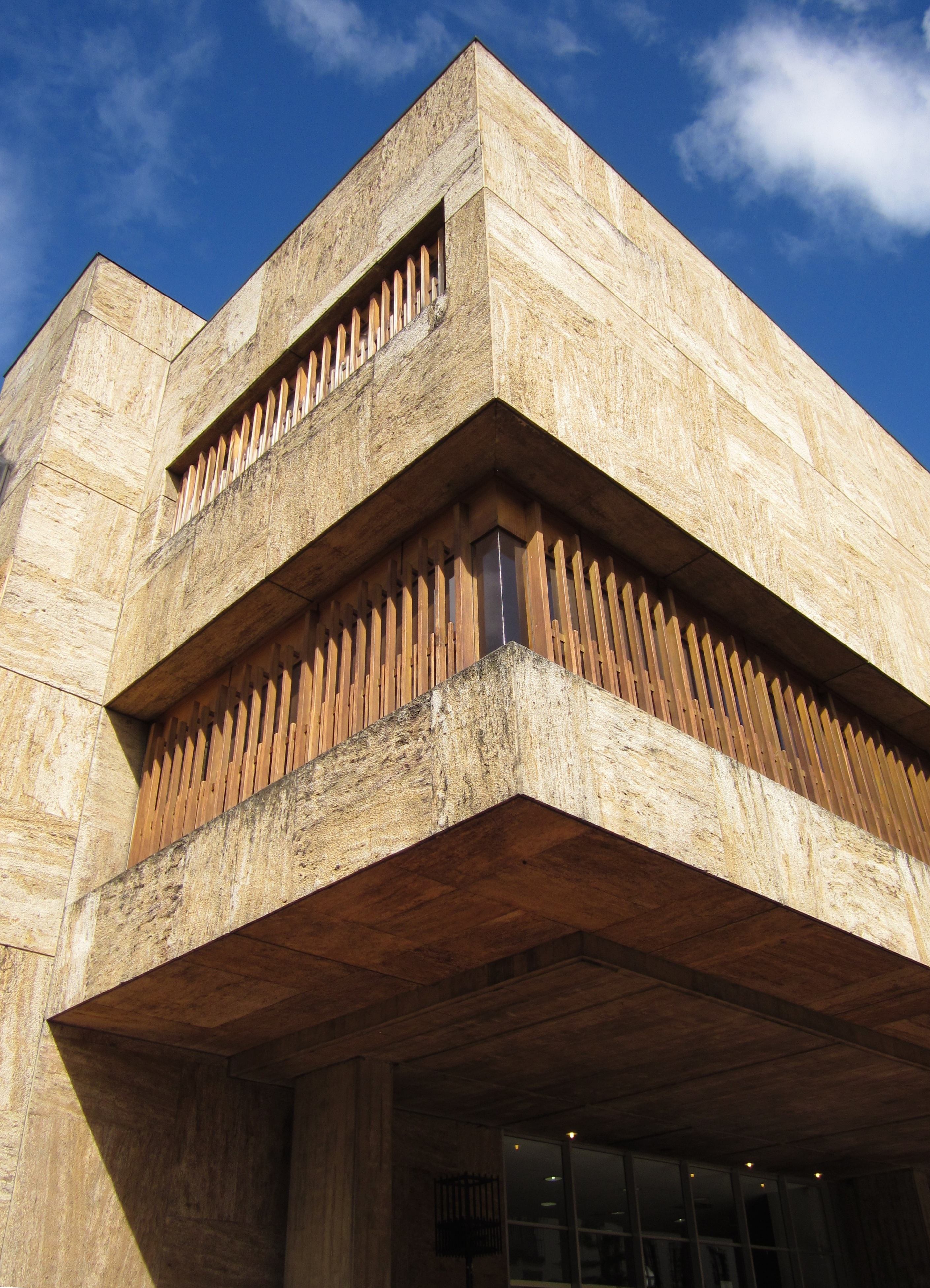
Esquina suroriental de la Biblioteca Luis Ángel Arango diseñada por Germán Samper Gnecco.

## Años 1950
Las décadas de los años 1950 y 1960 fueron un período extraordinario de la arquitectura colombiana, de una producción prolífica e innovadora, arquitectos como Rogelio Salmona, Guillermo Bermúdez, Germán Samper Gnecco, Dicken Castro, Gabriel Serrano, Rafael Esguerra, Fernando Martínez, Hernán Vieco, Manuel Lago, Raúl Fajardo y firmas como Cuéllar, Serrano Gómez, Pizano, Pradilla y Caro; Esguerra, Sáenz y Samper, Lago y Sáenz forman parte de la generación de jóvenes arquitectos colombianos que impulsaron y definieron la arquitectura moderna en el país.
El legado que esta generación ha dejado en el país es de gran importancia, representa un momento histórico particular que respondió entre otras cosas a las necesidades y realidad del país, principalmente por el crecimiento desmesurado de las ciudades, debido a las migraciones que se dieron a raíz de los acontecimientos políticos y sociales derivados del 9 de abril de 1948.
En la actualidad se puede mencionar una nueva generación de importantes arquitectos como Simón Vélez, quien utiliza la guadua como componente arquitectónico primordial, Giancarlo Mazzanti  y Daniel Bermúdez con varios edificios públicos y en centros académicos.

## Arquitectura de 1970-presente col
En la actualidad se puede mencionar una nueva generación de importantes arquitectos como Simón Vélez, quien utiliza la guadua como componente arquitectónico primordial, Giancarlo Mazzanti y Daniel Bermúdez con varios edificios públicos y en centros académicos.